# Gaudy (See)
Der Gaudy (deutsch Gaudensee) ist ein See im Powiat Iławski in der Woiwodschaft Ermland-Masuren in Polen. 
Der See ist in ost-westlicher Ausdehnung 2,5 Kilometer lang und nord-südlich maximal 1 Kilometer breit. Seine Fläche beträgt 1,52 km². Er liegt 7 Kilometer nordwestlich von Susz und 1 Kilometer östlich der Straße Nr. 515, die von Susz über Stary Dzierzgoń nach Dzierzgoń führt. An dieser Straße, westlich des Sees, liegt die Ruine von Schloss Finckenstein (heute polnisch Kamieniec). Gaudy gehört zur Masurischen Seenplatte.